# 王琳 (歌唱家)
王琳，女，中共党员，中国女歌手，中国音乐家协会会员，安徽师范大学教授。

## 生平
1990年至1995年，担任安徽省芜湖市歌舞团独唱演员。1995年考取安徽师范大学音乐学院演唱专业，1999年以专业第一名毕业并留校任教。2005年获音乐学硕士学位。现任安徽师范大学音乐学院教授、硕士研究生导师、音乐表演专业负责人。
主要从事声乐演唱与教学工作，主持国家艺术基金项目、安徽省教育厅人文社会科学重点研究项目等课题多项。曾获第十一届全国青年歌手电视大奖赛民族唱法铜奖、第六届中国音乐金钟奖声乐比赛安徽赛区一等奖、安徽省第六届艺术节声乐比赛一等奖等奖项。应邀参加中央电视台“心连心”艺术团、安徽省建党八十周年文艺晚会、安徽省建国五十五周年文艺晚会、天津电视台、安徽电视台“正月正”元宵晚会等演出活动。